# Golpayegan
Golpayegan (persan : گلپایگان, Golpāyegān) est une ville d'Iran, capitale de la préfecture Golpayegan dans la province d'Ispahan. Au recensement de  2006, sa population s'élevait à 47 849 habitants, pour 14 263 familles.
Golpayegan est située à 186 kilomètres au nord-ouest d'Ispahan et à 102 kilomètres au sud-est d'Arak.